# Будки-Желязовске
Бу́дки-Желязо́вске (пол. Budki Żelazowskie) — село в Польше в сельской гмине Кампинос Западно-Варшавского повета Мазовецкого воеводства.
Село располагается в 9 км от административного центра сельской гмины Кампинос, в 34 км от административного центра повета города Ожарув-Мазовецкий и в 47 км от административного центра воеводства города Варшава.
В 1975—1998 годах село входило в состав Варшавского воеводства.